# تندر (تطبيق)
تندر (بالإنجليزية: Tinder) تطبيق مواعدة للهواتف الذكية يعمل باستخدام نظام تحديد الموقع (نظام التموضع العالمي) يتيح للمستخدمين التعارف على الأشخاص من حولهم و الدردشة للأشخاص المطابقين، ويستخدم حساب فيسبوك لدخول البرنامج.
أطلق التطبيق عام 2012, وبحلول عام 2014 سجل التطبيق مليار «سحبة» باليوم. وكان تندر من أوائل التطبيقات التي استخدمت نظام السحب، حيث يستطيع المستخدم السحب لليمين على صورة المشترك لإدلاء الإعجاب أو السحب لليسار للانتقال إلى الصورة (أو المستخدم) التالي.

## تأريخ التطبيق

### التأسيس
أسس تندر من قبل (شون راد، جوناثان بادين، جستن ماتين، جو مونوز، ويتني وولف، دنش مورجاني وكرس كلكزينسكي). بعض المصادر توحي بأن من أسسوا التطبيق كانوا فقط (ماتين، راد وبادين), عَرف راد وماتين بعضهما منذ ان كانوا بالرابعة عشر. والتحقوا بـ جامعة كاليفورنيا الجنوبية معاً. 
استُخدم تندر في عدة جامعات وتَوسَع إلى جامعات أخرى. حصل التطبيق على جائزة تك كرانش (كرنشي) عام 2013. وبحلول عام 2013 كان تندر في قائمة أفضل 25 تطبيق اجتماعي استناداً لعدد المستخدمين.

### 2014-15
في أكتوبر 2014, كان تندر يُعالج أكثر من مليار سحبة في اليوم مما ينتج 12 مليون تطابق باليوم. يقضي المستخدم الاعتيادي ما يقارب ساعة ونصف يومياً باستخدام التطبيق. كما دخلت عبارة «موعد تندر» المعجم الإنجليزي، ما يدل عن مطابقة موفقة خارج التطبيق. أصبح تندر أول تطبيق سحب (التمرير على الشاشة يمينا أو يسارا) بعد ذلك استخدمت العديد من الشركات هذه الخاصية بتطبيقاتها. في 2015 أعلن تندر على قابلية العودة للوراء للاشخاص الذين تم رفضهم وهذه خاصية لم تكن موجودة مسبقاً بالتطبيق.

## استخدام التطبيق
يستخدم حساب فيس بوك لدخول التطبيق ويستخدم تندر معلومات المستخدم على فيسبوك، المستخدمين الذين قد يتوافقوا بناءاً على الاعجابات والمنطقة الجُغرافية يظهرون للمستخدم. عندها يتمكن المستخدم بالسحب لليمين للإعجاب أو لليسار لروئية المستخدم التالي. في حال اعجب اثنان من المستخدمين ببعضمها يستطيعان الدردشة معاً. يستخدم هذا التطبيق بـ196 دولة تقريباً.  

### الاشتراكات المدفوعة
في مارس 2015, أطلق تندر قائمة بالخدمات المدفوعة (تندر بلس). كلفة الاشتراك بخدمة تندر بلس هي 19.99$ دولار أمريكي شهرياً للمستخدمين فوق سن الـ28 وللمستخدمين تحت الـ28 هي 9.99$ شهرياً.

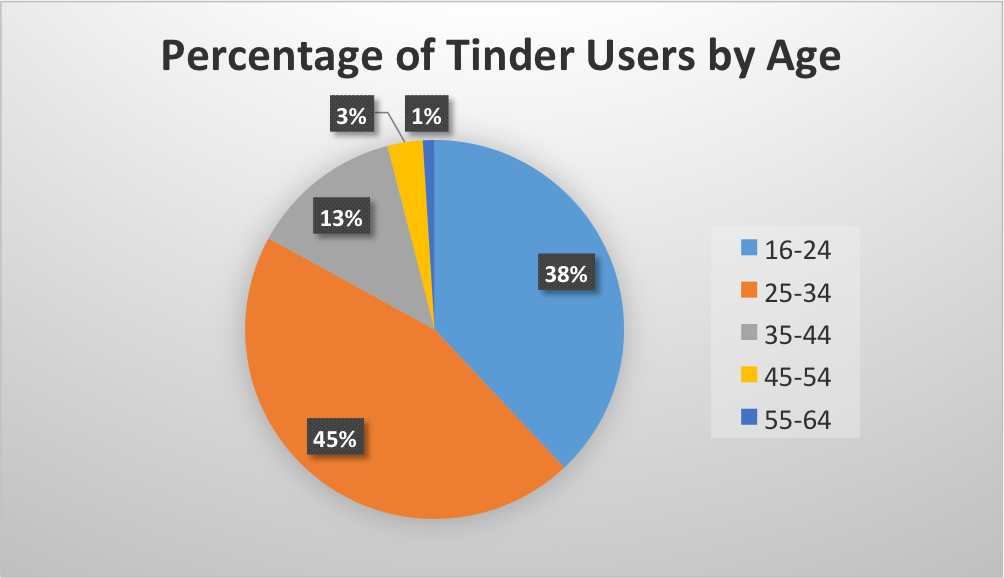
نسبة مئوية لمستخدمي تندر حسب الفئة العمرية

### المستخدمين
يُستخدم تندر حول العالم ويتوفر بـ30 لغة. وبنهاية 2014 استخدم البرنامج ما يقارب 50 مليون مستخدم شهري وبمعدل 12 مليون مطابقة، وللحصول على هذا العدد من المطابقات على المستخدمين إجراء مليار سحبة يومياً. السن الادنى لاستخدام تندر 13 سنة. المستخدمين بين 13-17 سنة يطابقون بمستخدمين بنفس الاعمار. مما يعني ان المستخدم ذو 18 سنة لا يُطابق مع مستخدم ذو 17 سنة.

### المعلومات المطلوبة
منذ أبريل 2015, تطلب تندر توفير المعلومات بالتوجهات الدينية والسياسية والموظفين الحاليين والسابقين من خلال حساب فيس بوك.

## وصلات خارجية
- الموقع الرسمي